# 京都市交通局50系電車
京都市交通局50系電車（きょうとしこうつうきょく50けいでんしゃ）は、京都市交通局（京都市営地下鉄）が同局東西線向けに導入した通勤形電車である。
本項では解説の便宜上、六地蔵駅側を東寄り、太秦天神川駅側を西寄りと表現する。なお、特定の編成について記す場合は太秦天神川向きの先頭車の車両番号をもって編成呼称とする（例：太秦天神川向き先頭車の車両番号が5101の編成であれば「5101F」、末尾の「F」は編成を意味するFormationの頭文字）。

## 概要
東西線開業時に備えて6両編成14本が準備されたのち、六地蔵延伸時に3編成が追加され、6両編成17本、102両が在籍する。建設費抑制のためトンネル断面が縮小され、曲線半径も最小160 m とされた。本車両は小型地下鉄 (ミニ地下鉄) に分類される。車体幅はミニ地下鉄標準の2,420mmで、在来線の標準よりも50cm幅が狭い。車体長は16 mとなり、車両全高は3,375 mm、床面高さ900 mmに抑えられた。これらは乗り入れてくる京阪電鉄京津線車両の寸法規格に合致させており、同局の烏丸線 (在来線車両標準サイズ) とは全く異なるものである。
製造にあたっては、以下の3点をデザインコンセプトとした。
- 未来をイメージする新鮮さ　「未来志向」
- お客様に対する親しみやすさ　「市民指向」
- 新しいシンボルとなる車両　「シンボル性」

## 構造

### 車体
| 前照灯（右）と尾灯 |  | 車側灯 |  | ドアステップの傾斜 |
| 前照灯（右）と尾灯 |  | 車側灯 |  | ドアステップの傾斜 |

車体材質は烏丸線用10系電車のアルミニウム合金に対して、製造コスト削減のためステンレス304系が採用され、部分ラップ車両となった。前面は窓下を頂点に上下を後退させた形状で、正面向かって左側に非常脱出用の扉がある。先頭部側面にも大きな曲面ガラスが貼られ、先頭部窓、非常脱出用扉の窓と一体に見えるよう処理された。前照灯と尾灯は一体のケースに収められ、床面よりも下に配置された。正面窓下部と側面腰部にはラインカラーのオレンジ色とサブカラーの赤紫色の帯が巻かれている。
客用扉は幅1,300 mmの両開き扉が各側面3か所に設けられ、ステップ部には車椅子での乗降を考慮した傾斜（スロープ）が設けられた。扉間には1枚下降式の1,050 mm幅の窓2枚が一体の枠に入って設置され、車端部には同じ幅の窓が1つ設置された。全駅にホームドアが設置されているが、車側灯が設けられている。

### 内装
| 明るい色調の車内 |  | 車内案内表示装置 |  | 車椅子スペース |
| 明るい色調の車内 |  | 車内案内表示装置 |  | 車椅子スペース |

車内は明るい色調とされ、座席は薄紫色のロングシート、着席位置を示す菱形の模様が背もたれに入れられた。全車両に車椅子スペースと優先席が設けられた。室内天井高さは準小型車両ながら2,200 mmが確保された。3か所の扉の上に千鳥配置でLED式車内案内表示装置が設けられた。車内灯は40 W（AC200 V・60 Hz）の蛍光灯が先頭車14灯、中間車16灯設置され、予備灯として20 W（DC100 V）の蛍光灯が各車に2灯設置された。

#### 乗務員室

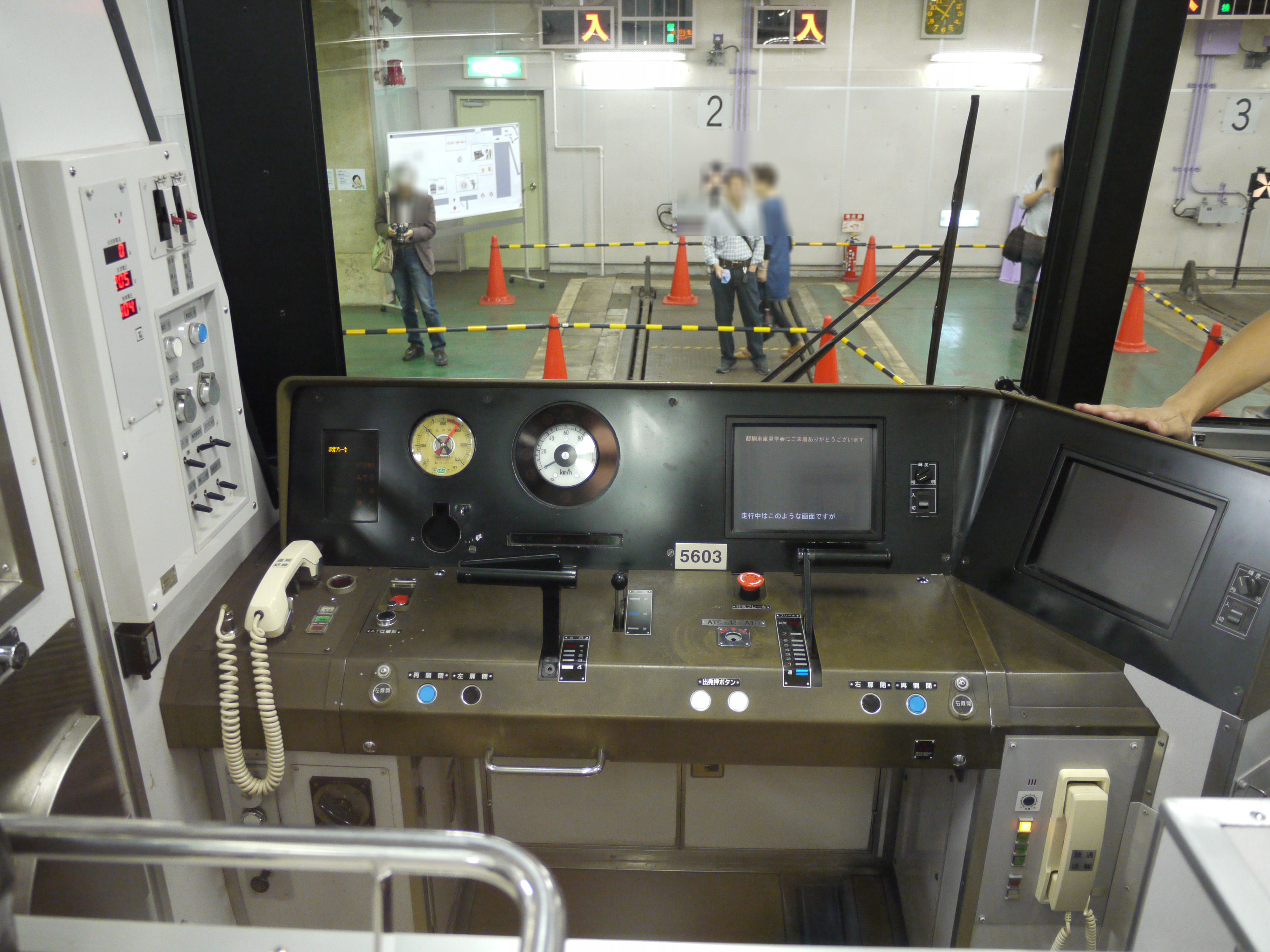
運転席

運転室は烏丸線用車両との共通性を考慮しながら、京阪京津線からの乗り入れ車両との取り扱いの共通化、ワンマン運転を考慮したものとされた。力行と制動が別々となるツーハンドル・デスク型の運転台が採用され、運転席正面にはワンマン運転時にホームの状況を確認する液晶ディスプレイが設置された。
ホームに設けられたカメラで撮影された映像は近赤外線光伝送方式で運転台に伝送される。伝送システムには日立製作所と八木アンテナが開発した「対列車光空間伝送システム」を採用している。乗務員室灯として20 W（DC100 V）の蛍光灯が2台設置された。

### 主要機器

#### 電源・制御機器
主制御器は三菱電機製、1台で2両分8個の主電動機を制御（1C4M2群方式）するGTOサイリスタ素子使用のVVVFインバータ制御装置、型式 MAP-098-15V62。主電動機は東芝製自己通風形のかご形三相誘導電動機、型式 SEA-362、一時間定格出力 85 kW。駆動装置はWN継手式中実軸平行カルダン駆動方式がそれぞれ採用され、歯車比は 74/14（5.29）である。パンタグラフは車両限界と屋根の隙間が狭いことに対応した東洋電機製造（以下、東洋電機）ひし形 PT6102-A1 が採用され、パンタグラフの小型化と併せて取り付け部屋根高さを低くすることでスペースを確保した。
低圧電源装置として3レベルPWM方式の東洋電機製IGBT素子使用の出力 100 kVA の静止形インバータ（SIV）が編成に2台搭載された。1台の低圧電源装置が故障した際、給電を自動で切り替える装置が設けられている。
運転制御伝送、モニタ表示機能、車上検査機能をもつ日立製作所製車両情報制御装置（ATI）が搭載された。ICカード化された乗務行路表から情報を読み取り、ATO、車内案内表示器、自動放送を設定する機能を併せて備えている。

#### 空気供給装置
両先頭車に2段圧縮式の往復ピストン形、交流電動機駆動の電動空気圧縮機が搭載された。

#### 台車・ブレーキ
制動装置は三菱電機製の電気指令式ブレーキ (MBSA) が採用された。
台車は日立製作所製モノリンク式ボルスタレス台車KH-182が電動車に、KH-183が制御車に使用されている。床面高さが900 mmであることに対応し、車輪経は 660 mmとなった。

#### 連結器
先頭部の連結器はC74密着自動連結器が、編成中間部の連結器はE96半永久連結器が採用された。

#### 空調装置
全車両の屋上に2基冷房能力15.8 kW(13,500 kcal/h)の三菱電機製薄形冷房装置（CU781形）が搭載され、補助送風機（ラインデリア）3基と併せて使用される。 暖房装置はシーズ線式のものが座席下に設置された。乗務員室にもラインフローファン1基とファンヒータが設置された。

#### 保安装置
保安装置は高周波連続誘導式車内信号機式のATCが搭載され、車上演算予見ファジイ方式のATOによる自動運転が可能である。ATO運転時は力行31段、ブレーキ31段、地上との交信用トランスポンダからの情報を併用することで駅停車時は一般鉄道並みの誤差35 cmでの停車が可能である。
|  |  |  |
|  |  |  |

## 形式構成

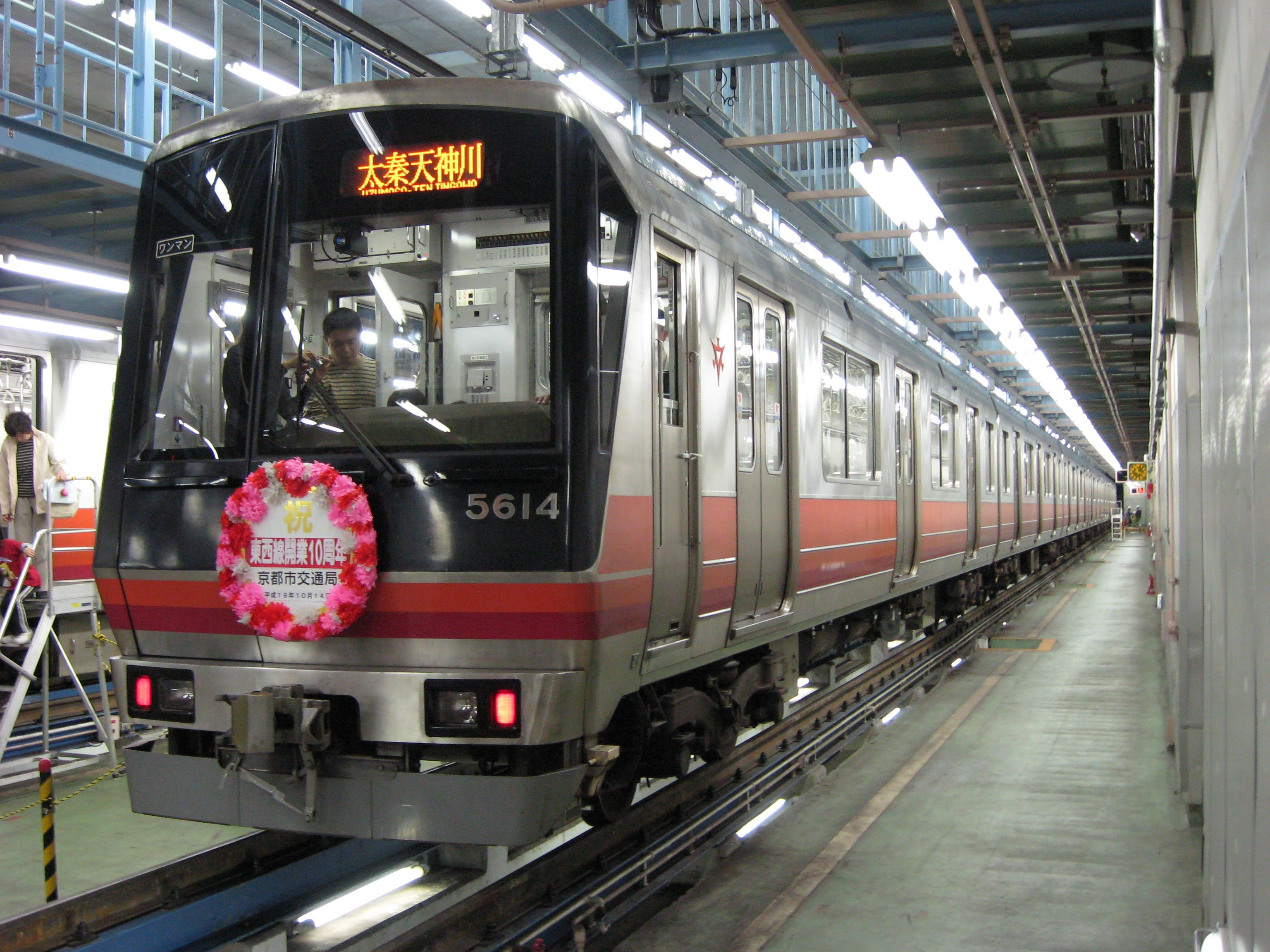
京都市営地下鉄50系電車 5614

50系は5100、5200、5300、5400、5500、5600の6形式で構成され、各形式17両、計102両が製造された。太秦天神川寄りの先頭が5100形で、以降百の位の番号順に西から東に連結されて編成を組む。車両番号の上二桁が形式番号、下二桁が編成番号で、例えば5116Fの5200形は5216となる。
5100形と5600形は制御車で、電動空気圧縮機を床下に備える。5200形と5400形はパンタグラフ2基と主制御器を搭載する中間電動車、5300形と5500形は低圧電源装置を備える中間電動車であり、5200形と5300形、5400形と5500形がユニットを組んでいる。

## 増備の過程

### 東西線開業時
1997年（平成9年）10月12日の東西線二条 - 醍醐間12.7kmの開業に備えて6両編成14本、84両が製造された。
|          | ← 二条醍醐 → | ← 二条醍醐 → | ← 二条醍醐 → | ← 二条醍醐 → | ← 二条醍醐 → | ← 二条醍醐 → | 車体製造者 | 竣工時期      |
| 形式     | 5100         | 5200         | 5300         | 5400         | 5500         | 5600         | 車体製造者 | 竣工時期      |
| 区分     | Tc1          | M1           | M2           | M1’          | M2’          | Tc2          | 車体製造者 | 竣工時期      |
| 車両番号 | 5101 ∥ 5114  | 5201 ∥ 5214  | 5301 ∥ 5314  | 5401 ∥ 5414  | 5501 ∥ 5514  | 5601 ∥ 5614  | 近畿車輛   | 1997年9月22日 |
| 搭載機器 | CP           | PT2 CON      | SIV          | PT2 CON      | SIV          | CP           |            |               |
| 自重     | 23.5 t       | 26.4 t       | 25.4 t       | 26.4 t       | 25.3t        | 23.4 t       |            |               |
| 定員     | 92           | 104          | 104          | 104          | 104          | 92           |            |               |

- 凡例
  - CON …主制御器
  - SIV …低圧電源装置（静止形インバータ）
  - CP …電動空気圧縮機
  - PT2 …集電装置（2基）以下同じ。

### 六地蔵延伸時
2004年（平成16年）11月26日に醍醐 - 六地蔵間2.4 kmが開業し、50系6両編成3本が増備された。1996 - 1997年製の14本とほぼ同一仕様だが、台車が住友金属工業製SS129（電動）・SS029（付随）に変更されている。
|          | ← 二条六地蔵 → | ← 二条六地蔵 → | ← 二条六地蔵 → | ← 二条六地蔵 → | ← 二条六地蔵 → | ← 二条六地蔵 → | 車体製造者 | 竣工時期                               |
| 形式     | 5100           | 5200           | 5300           | 5400           | 5500           | 5600           | 車体製造者 | 竣工時期                               |
| 区分     | Tc1            | M1             | M2             | M1’            | M2’            | Tc2            | 車体製造者 | 竣工時期                               |
| 車両番号 | 5115 5116 5117 | 5215 5216 5217 | 5315 5316 5317 | 5415 5416 5417 | 5515 5516 5517 | 5615 5616 5617 | 近畿車輛   | 2004年6月1日 2004年7月1日 2004年8月1日 |

なお、2008年（平成20年）1月16日に二条 - 太秦天神川間2.4 kmが開業したが、車両の製造は行われなかった。

## 新製後の主な改造

### 旅客案内装置更新
2017年（平成29年）7月16日より2020年度にかけて、聴覚に障害のある乗客や外国人乗客への利便性向上を目的として、全編成の行先表示装置をフルカラーLEDのものに、客用扉上の車内案内表示装置を日本語、英語、中国語、韓国語の4か国語表示に対応したフルカラー液晶式のものにそれぞれ交換する工事が行われた。

### 走行機器類更新
上記の旅客案内装置更新と合わせて、同形式は初期車の製造から20年経過しているため、2018年から制御装置と低圧電源装置の更新も実施されている。制御装置は三菱電機製のIGBT素子VVVFインバータ（MAP-088-15V315）が採用され、低圧電源装置においてもIGBT素子を使用した東洋電機製造の出力100kVAの3レベルPWMインバータ（RG4086-A-M）に更新された。この更新工事が行われた編成は各形式の末尾にAが追加されるが、車両番号の変更はない。2022年4月現在、5101F・5104F・5106F～5114Fの11本に施工されている。　

## 運用

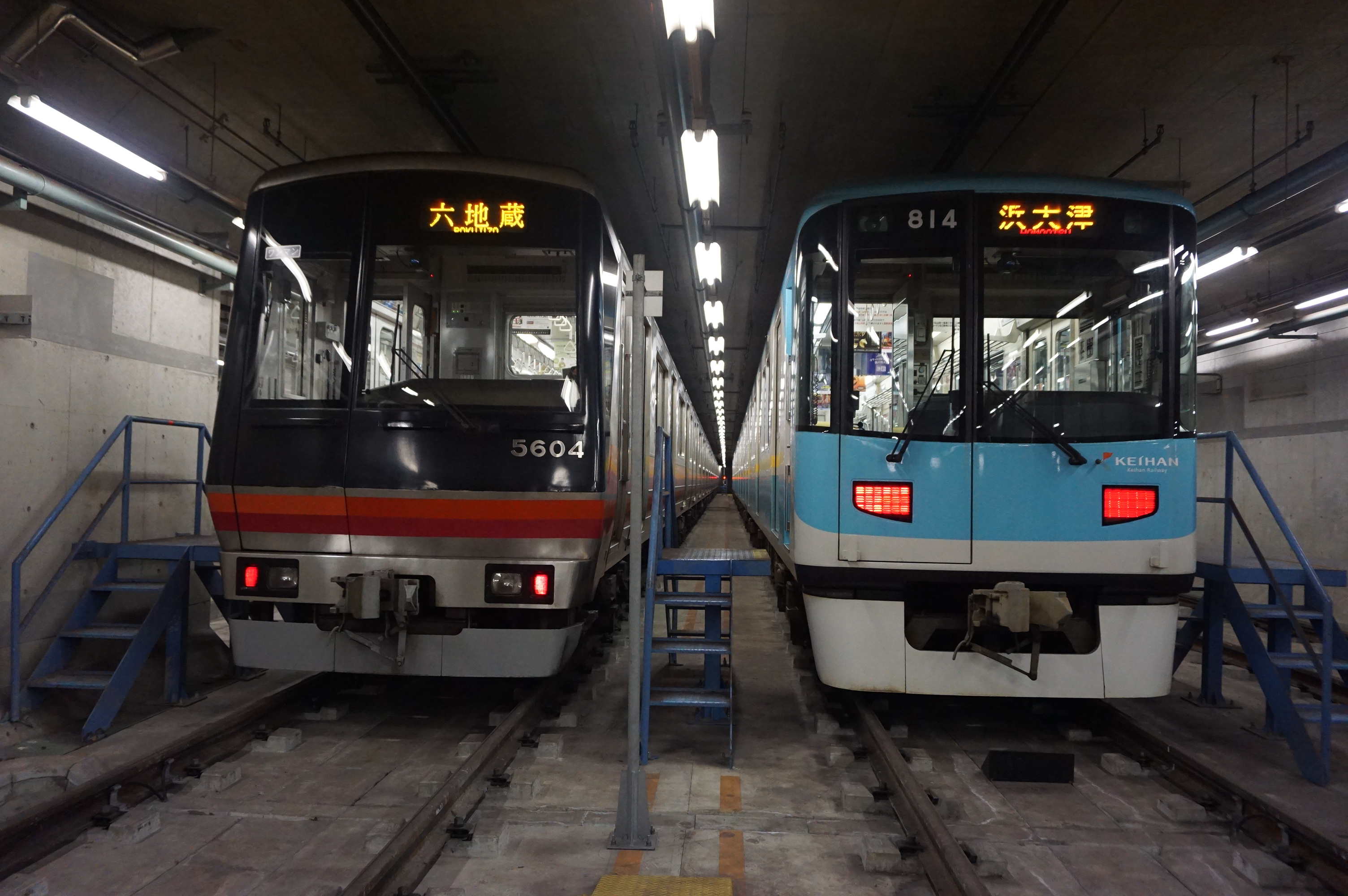
京阪京津線800系と並んだ50系

50系電車は京都市営地下鉄東西線全線で運用される。東西線には開業時から京阪京津線800系が乗り入れているが、50系はその車両性能と制御規格から東西線内のみで運用され、京津線には乗り入れない。なお、東西線は全駅にフルスクリーンタイプホームドアが設置され、車両基地の醍醐車庫を含め、全線が地下であるため、通常50系の外観はガラス越しにしか見ることができず、直接外観を見る機会は醍醐車庫で行われている公開イベントに限られる。